# Марија Кон (филолог)
Марија Кон ( ; (Хаџићи, 15. јануар 1894 – Сарајево, 9. август 1987) је прва жена са простора Босне и Херцеговине која је стекла докторат. Као угледни германиста оснивач је Катедре за њемачки језик и књижевност Филозофског факултета Универзитета у Сарајеву.

## Биографија
Рођена је у околини Сарајева као кћерка жељезничког чиновника Јосипа Бергмана (Joseph Bergmann), у ашкенашкој јеврејској породици поријеклом из Беча. Иако скромних примања, њени родитељи одлучили су да њој и њеним сестрама (Берти и Лујзи) обезбједе високо образовање. То је изискивало похађање гимназије, те је Марија 1905. уписана у други, а Берта у трећи разред тада осмогодишње Велике гимназије у Мостару. Ту су, поред обавезних предмета, сестре Бергман могле похађати и јеврејску вјеронауку.
Образовање је наставила у Бечу, гдје је завршила студије славистике и германистике, а 1916. одбранила докторску дисертацију "Њемачка поезија Петра Прерадовића" код бечког слависте М. Решетара, чиме је постала прва жена доктор наука са подручја Босне и Херцеговине.  Вративши се у Босну и Херцеговину као прва докторица наука, Марија Бергман је у међуратном периоду предавала “народни језик” у гимназијама Мостара, Цетиња и Сарајева. Удала се за грађевинског инжењера Емила Кона и с њим основала породицу у Сарајеву. Успоном Нацистичке партије у Њемачкој тридесетих година долази и до јачања антисемитизма у Југославији. Марија Кон се већ као просвјетна радница у Сарајеву борила против проусташких ставова појединих ученика.
Не ради се увијек о томе да ли су мене моји ђаци вољели - ја сам њих вољела! А ипак, Дара, како сам била престрављена кад сам видјела да су они исти ученици или ученице, који су - испадало је тако, били приступачни свему што умјетничко дјело пружа, ипак у исто вријеме били предани најнехуманијој идеологији! - из писма које је Марија Кон упутила књижевници Дари Секулић 7. априла 1970.
Живот Јевреја је ипак текао нормално до октобра 1940. године, када влада ограничава права јеврејске дјеце на средње и више образовање. Кон је тада с бројним сарајевским професорима основала посебан први разред гимназије како би се Јеврејима омогућило даљње школовање. Положај Јевреја се драстично погоршао окупацијом Југославије у априлу 1941. Кон је отпуштена из службе, а затим затворена у концентрациони логор Раб. Након ослобођења логора 1943. Кон се домогла партизанске територије и постала директорица гимназије у Глини. Њена дјеца су се придружила партизанима; син Михаел је погинуо у Двору на Уни, а кћерка Мирјана (касније Папо) је заробљена на Игману 1943. и одведена у концентрациони логор Равензбрик. Приликом заробљавања и касније представљала се као Српкиња, Мирјана Папић. Марија Кон и њена кћерка, касније суткиња и професорка породичног права, биле су међу петином сарајевских Јевреја који су преживјели Холокауст. Кон је у периоду 1945 - 1949. обављала разне функције у области културе и школства у Мостару и Сарајеву.  Радила је као професор југословенске књижевности на Вишој педагошкој школи у Сарајеву (1949), а 1950. позвана је да учествује у стварању Катедре за њемачки језик и књижевност Филозофског факултета Универзитета у Сарајеву. Од 1957. је ванредни професор Њемачке књижевности. Бавила се њемачком књижевношћу од 17. до 20. стољећа, а посебно преводилачким радом, те је прва водила Одсјек за германистику и англистику. Пензионисала се 1968. године, али је наставила водити бригу о раду Одсјека, који је 1984. организовао прославу “изузетног јубилеја”, њеног 90. рођендана. Умрла је у Сарајеву 9. августа 1987. године.
Била је члан Савеза комуниста Југославије.